# Traematosisis bispinosus
Traematosisis bispinosus là một loài nhện trong họ Linyphiidae.
Loài này thuộc chi Traematosisis. Traematosisis bispinosus được James Henry Emerton miêu tả năm 1911.